# Mara Lakić
Mara Lakić, née le 18 août 1963 à Gradačac, en République socialiste de Bosnie-Herzégovine, est une joueuse yougoslave puis bosnienne de basket-ball. Elle évolue au poste d'arrière.

## Palmarès

### Avec la Yougoslavie
- Vice-championne olympique 1988
- Vice-championne du monde 1990
- Vice-championne d'Europe 1991

### Avec la Bosnie-Herzégovine
- Vainqueur des Jeux méditerranéens de 1993